# RideLondon-Surrey Classic
De RideLondon Classic is een driedaagse wielerwedstrijd voor mannen die eind mei verreden wordt in Londen, Verenigd Koninkrijk. Voor 2020 was het een eendaagse wedstrijd in augustus. De eerste editie werd in 2011 alleen voor mannen georganiseerd en gold tevens als testrit voor de Olympische Zomerspelen 2012. In 2013 werd er, met de RideLondon Grand Prix, voor het eerst ook een wedstrijd voor vrouwen georganiseerd. In 2020 en 2021 werd de wedstrijd niet georganiseerd vanwege de coronapandemie. In 2022 keerde alleen de vrouwenwedstrijd terug op de kalender als een driedaagse rittenkoers in mei.

## Erelijst
| Jaar | Eerste                               | Tweede                               | Derde                                |
| ---- | ------------------------------------ | ------------------------------------ | ------------------------------------ |
| 2011 | Mark Cavendish                       | Sacha Modolo                         | Samuel Dumoulin                      |
| 2012 | Niet verreden                        | Niet verreden                        | Niet verreden                        |
| 2013 | Arnaud Démare                        | Sacha Modolo                         | Yannick Martinez                     |
| 2014 | Adam Blythe                          | Ben Swift                            | Julian Alaphilippe                   |
| 2015 | Jempy Drucker                        | Mike Teunissen                       | Ben Swift                            |
| 2016 | Tom Boonen                           | Mark Renshaw                         | Michael Matthews                     |
| 2017 | Alexander Kristoff                   | Magnus Cort Nielsen                  | Michael Matthews                     |
| 2018 | Pascal Ackermann                     | Elia Viviani                         | Giacomo Nizzolo                      |
| 2019 | Elia Viviani                         | Sam Bennett                          | Michael Mørkøv                       |
| 2020 | Niet verreden vanwege Coronapandemie | Niet verreden vanwege Coronapandemie | Niet verreden vanwege Coronapandemie |
| 2021 | Niet verreden vanwege Coronapandemie | Niet verreden vanwege Coronapandemie | Niet verreden vanwege Coronapandemie |

### Overwinningen per land
| Overwinningen | Land                                                       |
| ------------- | ---------------------------------------------------------- |
| 2             | Verenigd Koninkrijk                                        |
| 1             | België, Duitsland, Frankrijk, Italië, Luxemburg, Noorwegen |

Mannen:
2011 · 
2012 (Olympische wegrit mannen / vrouwen) · 
2013 · 
2014 · 
2015 · 
2016 · 
2017 · 
2018 · 
2019 · 
2020 · 
2021 · 
Vrouwen: 2013 · 2014 · 2015 · 2016 · 2017 · 2018 · 2019 · 2020 · 2021 · 2022 · 2023 · 2024 · 2025
2011 · 2012 · 2013 · 2014 · 2015 · 2016 · 2017 · 2018 · 2019 · 2020 · 2021 · 2022 · 2023 · 2024 · 2025
Tour Down Under · Great Ocean Road Race · Ronde van de Verenigde Arabische Emiraten · Omloop Het Nieuwsblad · Strade Bianche · Parijs-Nice · Tirreno-Adriatico · Milaan-San Remo · Ronde van Catalonië · Driedaagse Brugge-De Panne · E3 Harelbeke · Gent-Wevelgem · Dwars door Vlaanderen · Ronde van Vlaanderen · Ronde van het Baskenland · Parijs-Roubaix · Amstel Gold Race · Waalse Pijl · Luik-Bastenaken-Luik · Ronde van Romandië · Eschborn-Frankfurt · Ronde van Italië · Critérium du Dauphiné · Ronde van Zwitserland · Copenhagen Sprint · Ronde van Frankrijk · Clásica San Sebastián · Ronde van Polen · BEMER Cyclassics · Renewi Tour · Ronde van Spanje · Bretagne Classic · GP van Québec · GP van Montréal · Ronde van Lombardije · Ronde van Guangxi